# Zrcadlo
Zrcadlo är en sjö i Tjeckien.   Den ligger i regionen Hradec Králové, i den centrala delen av landet, 60 km öster om huvudstaden Prag. Zrcadlo ligger 210 meter över havet.  I omgivningarna runt Zrcadlo växer i huvudsak blandskog.